# Seal
Pour les articles homonymes, voir Seal (homonymie).
Samuel Henry Olusegun Adeola, dit Seal, est un auteur-compositeur-interprète britannique d’origine nigériane et brésilienne, né le 19 février 1963 à Paddington.
Son registre musical est très varié, entre house, soul et pop rock.

## Biographie

### Enfance, formation et débuts
Henry Samuel nait le 19 février 1963 à Paddington, un quartier situé dans l'arrondissement de la Cité de Westminster, d'un père brésilien et d'une mère nigériane qui le donnent en adoption, faute de moyens pour l'élever.
Il entreprend des études d'architecture avant de vivre de petits boulots dans les environs de Londres. Il exerce sa passion pour la musique dans des clubs et des bars avant de rejoindre le groupe Push, dans les années 1980. Il prend pour nom de scène Seal.

### Années 1990
C'est au tout début des années 1990 que le chanteur rencontre ses premiers succès avec Killer, un titre house qu'il interprète pour le producteur Adamski, puis surtout avec Crazy, un single que l'on pourrait qualifier de « soul-pop » qu'il a lui-même composé et qui rencontre un grand succès international, atteignant le Top 10 (et parfois le n°1) dans de nombreux pays dont les États-Unis. Ces titres sont inclus dans son album Seal sorti en 1991 et qui connaît lui aussi le succès dans de nombreux pays.
En 1992, à l'occasion du concert Tribute to Freddie Mercury organisé en souvenir du chanteur de Queen et contre le SIDA au stade de Wembley, Seal interprète la chanson Who Wants to Live Forever, composée par Brian May. Il est alors accompagné par les membres restants du groupe Queen.
Deux ans plus tard, il sort un deuxième album, qui ne connaîtra finalement le succès qu'avec la parution du single Kiss From a Rose, intégré dans la bande originale du film Batman Forever et qui deviendra un hit mondial et un no 1 aux États-Unis.
En 1998, la sortie de Human Being, son troisième album, se solde - en comparaison de ses précédents disques - par un échec commercial ; même s'il obtient encore une certification « or » aux États-Unis.

### Années 2000
En 2001, il interprète avec Mylène Farmer le titre Les Mots, qui connaît un grand succès (plus de 600 000 exemplaires vendus) et relance sa carrière.
En 2003, l'album Seal IV (en) sort dans les bacs, sur lequel il collabore de nouveau avec Trevor Horn, qui avait notamment travaillé pour Madonna ou Frankie Goes to Hollywood ainsi que sur ses deux premiers albums. Celui-ci comporte une nouvelle version du titre house My Vision, qu'il avait interprété pour le groupe Jakatta et qui fut numéro un en Angleterre en 2002, Love's Divine, disque d'or en France, mais aussi Get It Together et Waiting for You.
En 2007, le chanteur revient avec l'album System, produit par Stuart Price, qui ne rencontre qu'un succès modeste. 

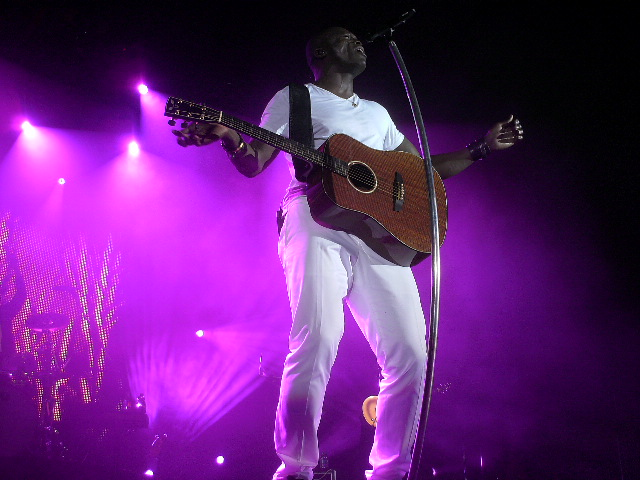
Seal en concert en 2008.

En 2008, il enregistre le titre I Wish avec DMX. L'album Soul, qui reprend des standards de la soul américaine, sort en novembre 2008. En France, l'album est un grand succès, se classant no 1 pendant 13 semaines et s'écoulant à plus de 800 000 exemplaires ; il connaît aussi un vrai succès international. Son premier single est le titre initialement interprété par le chanteur soul américain Sam Cooke, A Change Is Gonna Come, qui avait été utilisé lors de la campagne de Barack Obama à la présidence des États-Unis.
Seal a aussi collaboré à de nombreuses bandes originales de films : Batman Forever, Toys, Family Man, Space Jam, Le Sourire de Mona Lisa, Clockers, etc.
Il a également repris en 2010 la chanson You Got Me, enregistrée préalablement par Nolwenn Leroy en 2009 sur l'album Le Cheshire Cat et moi.

### Années 2010
En 2012, il est un des quatre « coachs » de la version australienne de The Voice avec Keith Urban, Delta Goodrem et Joel Madden. Il participe aux saisons 1, 2 et 6.  
En 2013, il est un des candidats de la deuxieme saison de The Masked Singer.

### Années 2020
En 2022, il participe à la version française de cette même émission, sous un costume de cow boy d'argent.
L'année suivante, il figure sur l'album Bande originale d'Isabelle Adjani, chantant avec celle-ci Hara-kiri.

### Vie privée

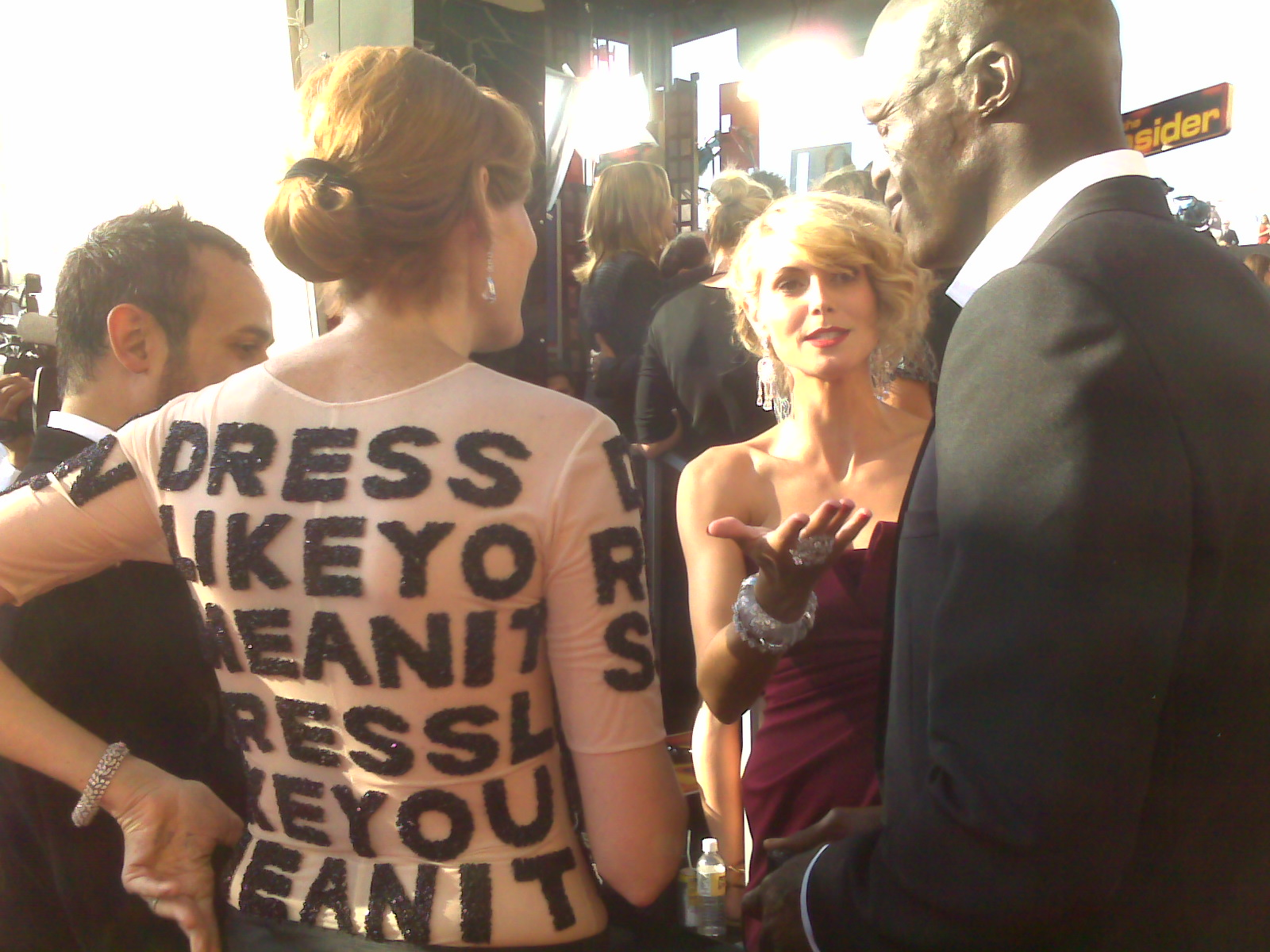
Seal et Heidi Klum (vue de dos) en septembre 2007 lors de la des Emmy Awards à Los Angeles.

Début 2004, Seal rencontre le mannequin germano-américain Heidi Klum, alors enceinte de cinq mois de Flavio Briatore, mais dont elle était déjà séparée. Ils se marient le 10 mai 2005 sur une plage au Mexique et ont ensemble trois enfants, deux fils et une fille, en plus de Leni Klum née le 4 mai 2004 à New York, fille biologique de Flavio Briatore qui ne l'a pas reconnue :
- Henry Günther Ademola Dashtu Samuel, né le 12 septembre 2005 à Los Angeles ;
- Johan Riley Fyodor Taiwo Samuel, né le 22 novembre 2006 à Los Angeles ;
- Lou Sulola Samuel, née le 9 octobre 2009 à Los Angeles.

En 2009, Seal adopte officiellement la petite Leni. Cependant, le couple annonce son divorce le 23 janvier 2012, après sept ans de mariage.
En 2008, il révèle la vérité sur les cicatrices de son visage qui alimentaient de nombreuses rumeurs : il est en fait atteint d'une maladie, le lupus érythémateux disséminé. Le chanteur a aussi expliqué qu'il avait vécu dans la rue pendant quelque temps à l'âge de 17 ans, avant d'être adopté par sa famille d'accueil.
En janvier 2018, dans le contexte des révélations suivant l'affaire Harvey Weinstein, il est accusé d'agression sexuelle par l'actrice de série B Tracey Birdsall (en), une ancienne voisine à Los Angeles, qui porte plainte contre lui pour des attouchements non consentis. Les charges sont rapidement abandonnées par le procureur du comté et l'affaire classée sans suite en février 2018.
Son frère Jeymes, connu sous le pseudonyme de The Bullitts, est également artiste.

## Discographie

### Albums studio
- 1991 : Seal
- 1994 : Seal II
- 1998 : Human Being
- 2003 : Seal IV (en)
- 2007 : System (en)
- 2008 : Soul (album de reprises, numéro un en France)
- 2010 : Commitment (en)
- 2011 : Soul 2 (en) (album de reprises)
- 2015 : 7 (en)
- 2017 : Standards (en) (album de reprises)

### Albumslive
- 2005 : Live in Paris (en)
- 2006 : One Night To Remember (concert à la Kesselhaus de Düsseldorf avec l’orchestre philharmonique Vox Artis)
- 2009 : Soul : Live
- 2009 : Live in Brooklyn

### Compilations
- 2004 : Best 1991 - 2004 (en)
- 2009 : Hits (en)

Dans le best-of Hits figure le titre Les Mots (en bonus track), interprété en duo avec Mylène Farmer. Ce titre est par ailleurs le premier single de la chanteuse de la compilation homonyme.

### Autres participations
- 2012 : Chimes of Freedom: Songs of Bob Dylan Honoring 50 Years of Amnesty International - reprise de Like A Rolling Stone de Bob Dylan avec Jeff Beck
- 2023 : Hara-Kiri, duo avec Isabelle Adjani, sur son album Bande originale

## Vidéographie
- 2004 : Videos - 1991 - 2004
- 2005 : Live in Paris
- 2005 : Live at the Point - 1992
- 2006 : One night to remember (concert à la Kesselhaus de Düsseldorf avec l’orchestre philharmonique Vox Artis)

## Filmographie
- 2016 : Popstar: Never Stop Never Stopping de Akiva Schaffer et Jorma Taccone : lui-même
- 2022 : Me Time : Enfin seuls ? de John Hamburg : lui-même